# Петерсала-Андрейсала
Пе́терсала-А́ндрейсала (латыш. Pētersala-Andrejsala, Петровский и Андреевский острова) — микрорайон в Северном районе города Риги. Находится в центре города, на правом берегу р. Даугавы, к северу от Старого города и к югу от Саркандаугавы.

## История
Как и многие рижские острова, Андреевский остров образовался после работ по углублению дна Даугавы:  на плане порта 1807 года он ещё не обозначен, однако напротив Царского сада отмечена отмель. На неё постепенно намывало песок, пока грунт не поднялся выше уровня воды. Между нижней частью Андреевской дамбы и островом в 1877 году была построена зимняя  гавань для небольших судов с осадкой до 8 футов.
В 1880 – 1881 гг. берега гавани были укреплены на протяжении примерно одного километра, а по её берегу параллельно Даугаве были проложены рельсы, трасса которых совпадала с трассой дамбы Эспланада, построенной в конце XVIII века инженером Вейсманом. 
Наискосок к руслу Даугавы был выстроен берег бассейна, формально превративший Андреевский остров в полуостров. Поначалу с берегом его соединяла небольшая полоска земли, которая была расширена к 1910 году. 
В 1893 году на Андреевском острове был построен элеватор. 
В XX веке на острове начали работать Экспортный порт, Андреевская гавань, был построен пассажирский морской вокзал.

## Нынешнее состояние

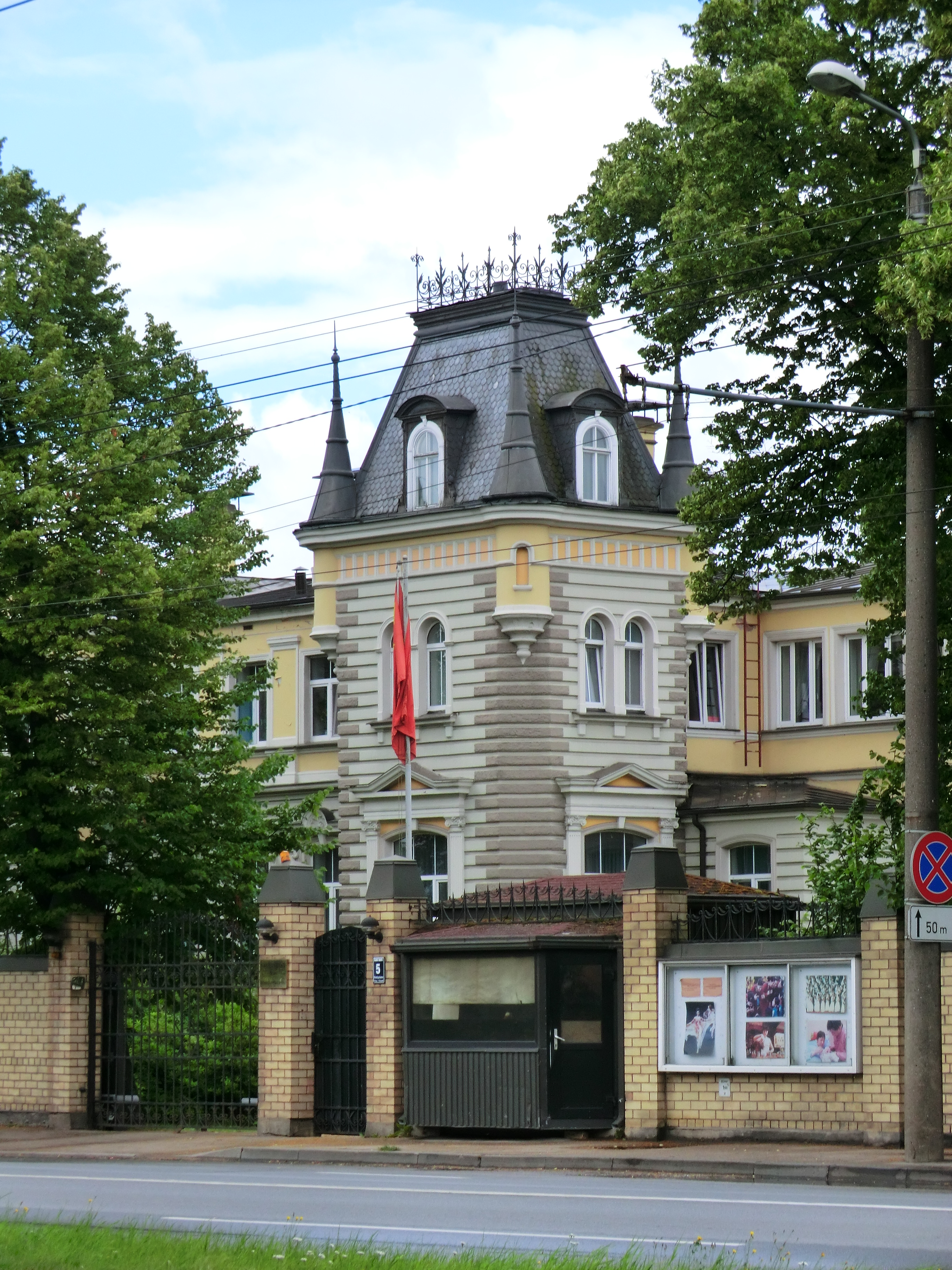
Петерсала-Андрейсала. Посольство КНР

Припортовый микрорайон, застроенный довоенными домами, «хрущёвками» и домами 103-й серии. В нем расположена товарная железнодорожная станция, здание которой построено в конце XIX века. На территории микрорайона, в здании бывшего особняка, выполненного в эклектичной манере архитектором Эдмундом фон Тромповским в 1899 году, располагается посольство Китайской Народной Республики.
10 марта 2019 года с Андреевского острова вывезен последний груз угля и грузовые портовые операции перенесены на Русский остров на левом берегу Даугавы.
В 2010-е годы на Андреевском острове началось развитие культурно-туристической среды: здесь появились кафе и рестораны, проводятся культурные мероприятия, представления и фестивали.

## Транспорт
Автобус
- 2: Abrenes iela — Vecmilgrāvis
- 20: Petersalas iela — Pļavnieku kapi

Троллейбус
- 1: Pētersalas iela — Valmieras iela
- 19: Pētersalas iela — Ziepniekkalns

Также через микрорайон проходят троллейбусы других маршрутов (5, 11, 12, 13, 15, 16, 22), следующие в троллейбусный парк или из него — в основном утром, в обеденное время и после 7 часов вечера.
Трамвай
- 5: Iļģuciems — Milgrāvis
- 9: Aldaris — T/C Dole

В микрорайоне расположена товарная станция Рига-Краста, обслуживающая порт. План развития города учитывает возможность перестроить товарную станцию под пассажирскую. Кроме того, этим же планом предусмотрена постройка ещё одного («Северного») моста через Даугаву или тоннеля под её руслом.

## Виды промзоны

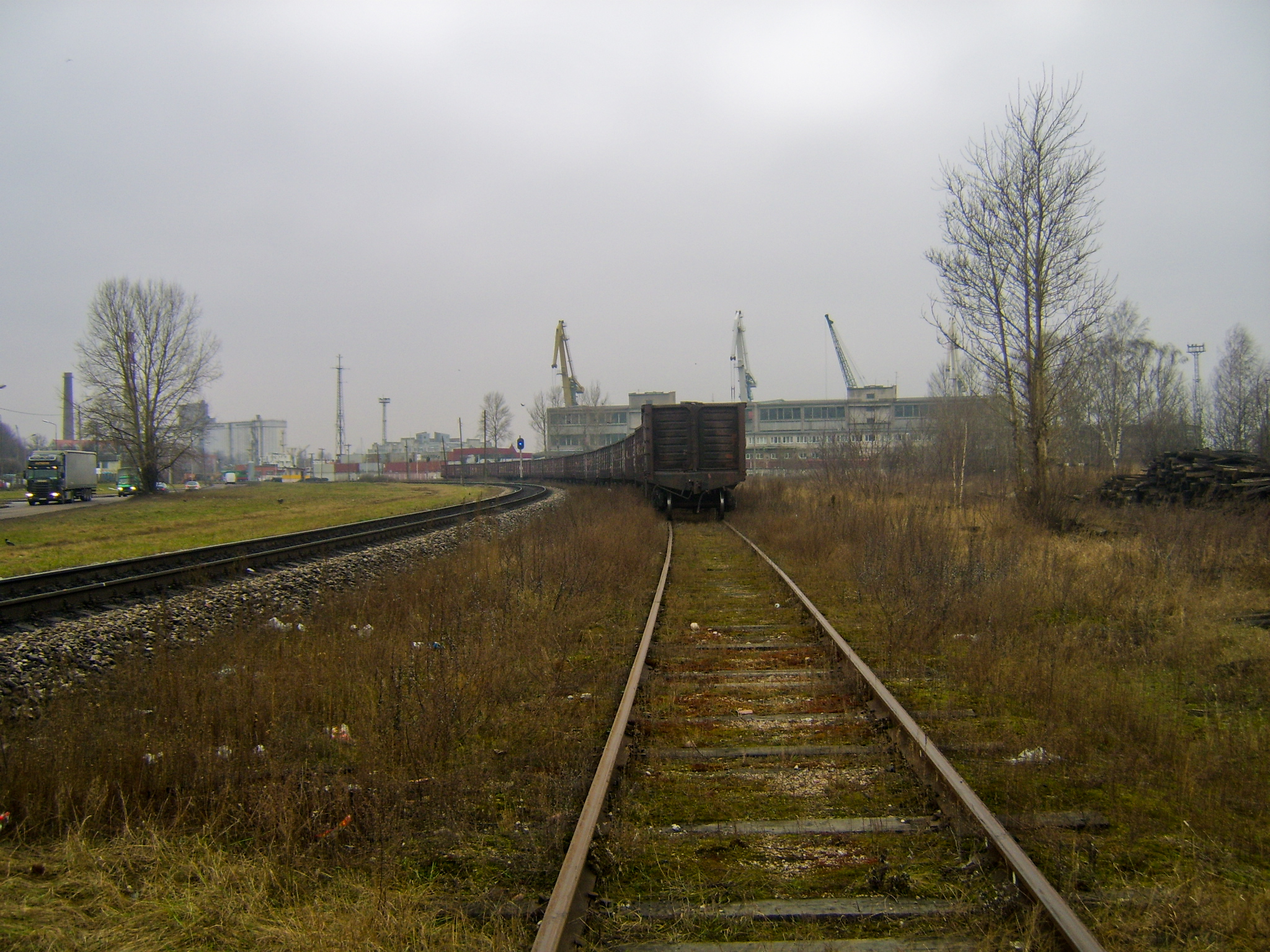
железнодорожные пути
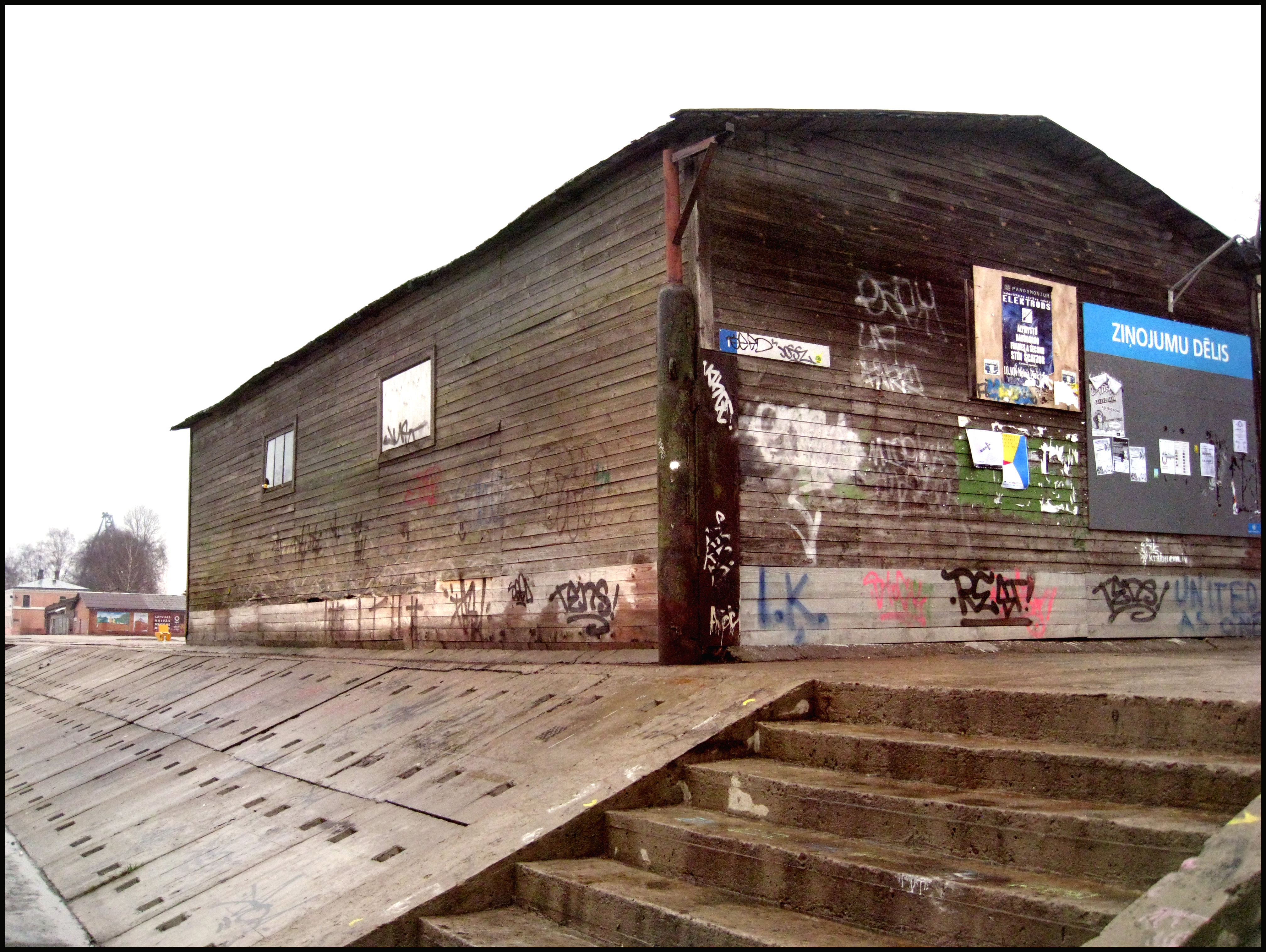
типичный вид
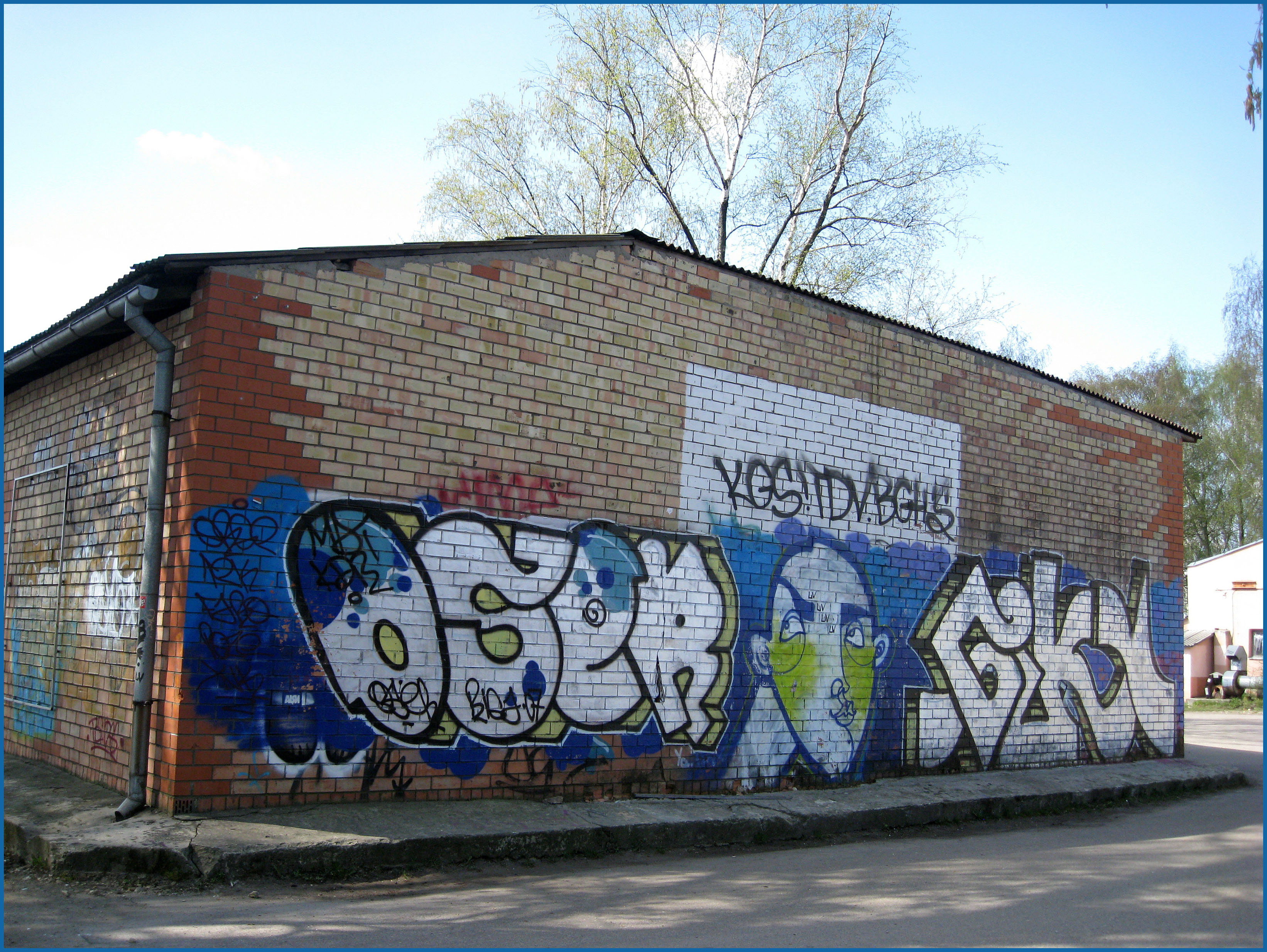
граффити
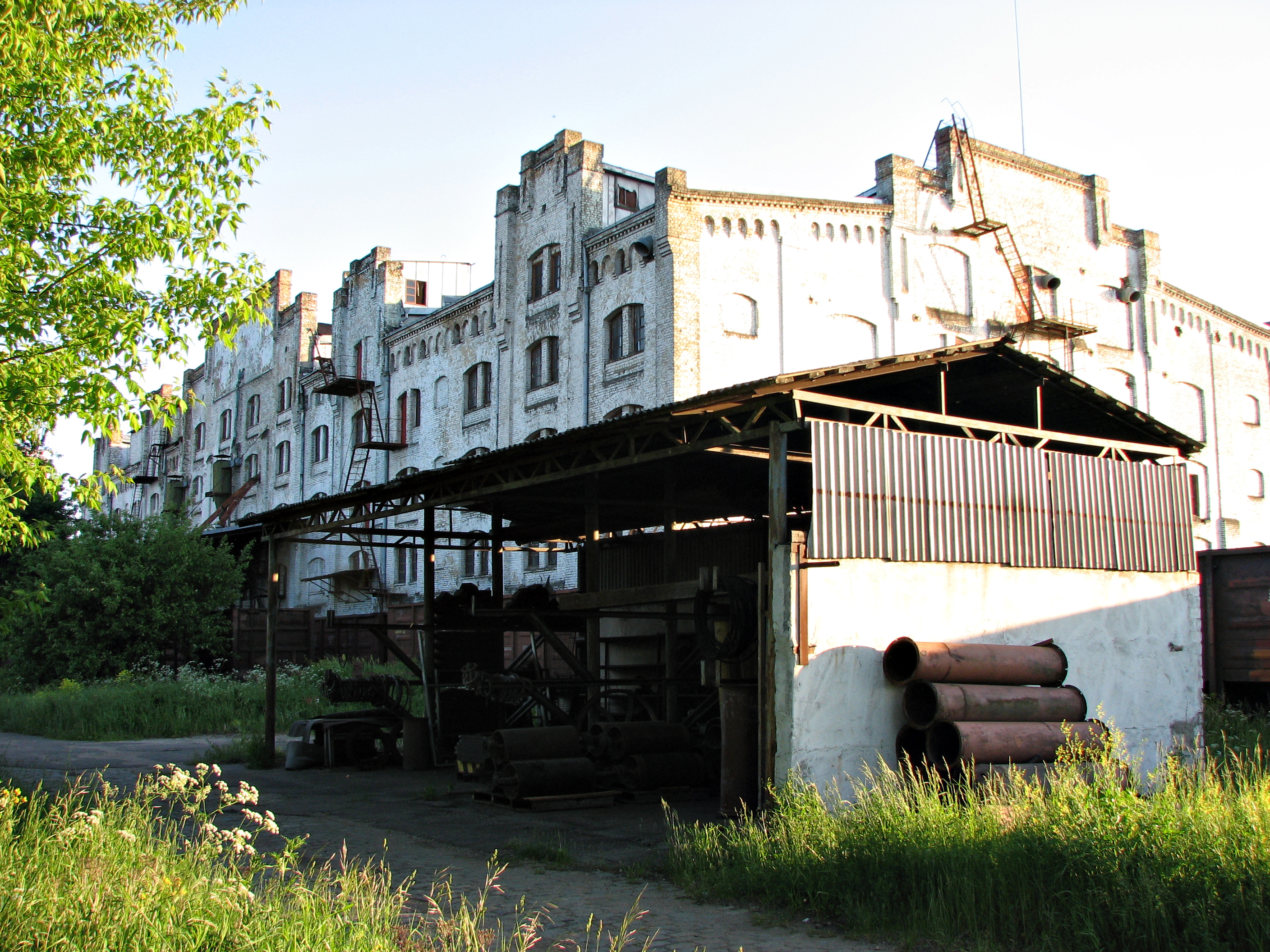
старый элеватор